# Досьє людини в «Мерседесі»
Досьє людини в «Мерседесі» (рос. «Досье человека в «Мерседесе»») — радянський художній фільм (2 серії) 1986 року, режисера Георгія Ніколаєнко.

## Сюжет
Фільм заснований на реальних подіях: перехід в СРСР бельгійського розвідника Іоханес Ван Енгеланда, який працював помічником військового аташе в посольстві в Москві, полковника секретних служб НАТО.
Дія відбувається в СРСР в 1980-і роки. Інгмар Росс — співробітник посольства і резидент ворожої розвідки — шукає спосіб проникнути в закрите оборонне підприємство. Він знайомиться зі Світланою, співробітницею поліклініки підприємства. Росс закохується в російську жінку і змушений розкрити легенду…

## У ролях
| Актор                | Роль               |
| -------------------- | ------------------ |
| Регімантас Адомайтіс | Інгмар Росс        |
| Людмила Чурсіна      | Світлана           |
| Олексій Баталов      | Григор'єв          |
| Валерій Рижаков      | Корін              |
| Валентина Ніколаєнко | Сандра             |
| Олексій Сафонов      | Колгерт            |
| Микола Крючков       | батько Світлани    |
| Юрій Гусєв           | Михайло Васильович |
| Павло Андреєв        | син Григор'єва     |
| Надія Смирнова       | Сабіна             |
| Віктор Незнанов      | Пауль              |

## Знімальна група
- Автор сценарію:  Вадим Кассис, Леонід Колосов,  Георгій Ніколаєнко
- Режисер-постановник: Георгій Ніколаєнко
- Оператор:  Анатолій Гришко
- Художник:  Семен Веледницький
- Музика і текст пісні: Георгій Юр'єв